# Cochlonemataceae
Cochlonemataceae es una familia de hongos del orden Zoopagales y división Zoopagomycota. Son organismos ecto- o endoparásitos de amebas, nematodos o rizópodos.
Pueden producir un talo interno al huésped y no producir haustorios o producir el talo externo y los haustorios penetrar en el parasitado.